# ツヨシ・ジニングス
ツヨシ・ジニングス（Tsuyoshi Jennings、2003年5月5日 - ）は、ジャパンラグビーリーグワンクボタスピアーズ船橋・東京ベイに所属するラグビー選手、元ラグビーリーグ選手。

## プロフィール
- フィジー出身[1]。
- ポジションはウィング(WTB)。
- 身長 176 cm、体重 86 kg

## 略歴
ナンディ・イルス、カイヴィティ・シルクテイルズを経て、2024年、クボタスピアーズ船橋・東京ベイに加入。